# 科塔維爾基山
16°38′28″S 68°48′21″W / 16.64111°S 68.80583°W
科塔維爾基山（Quta Willk'i），是玻利維亞的山峰，位於該國西部拉巴斯省的因加維省，處於萬庫尼山西北面，屬於安第斯山脈的一部分，海拔高度4,595米。